# 奧里佩

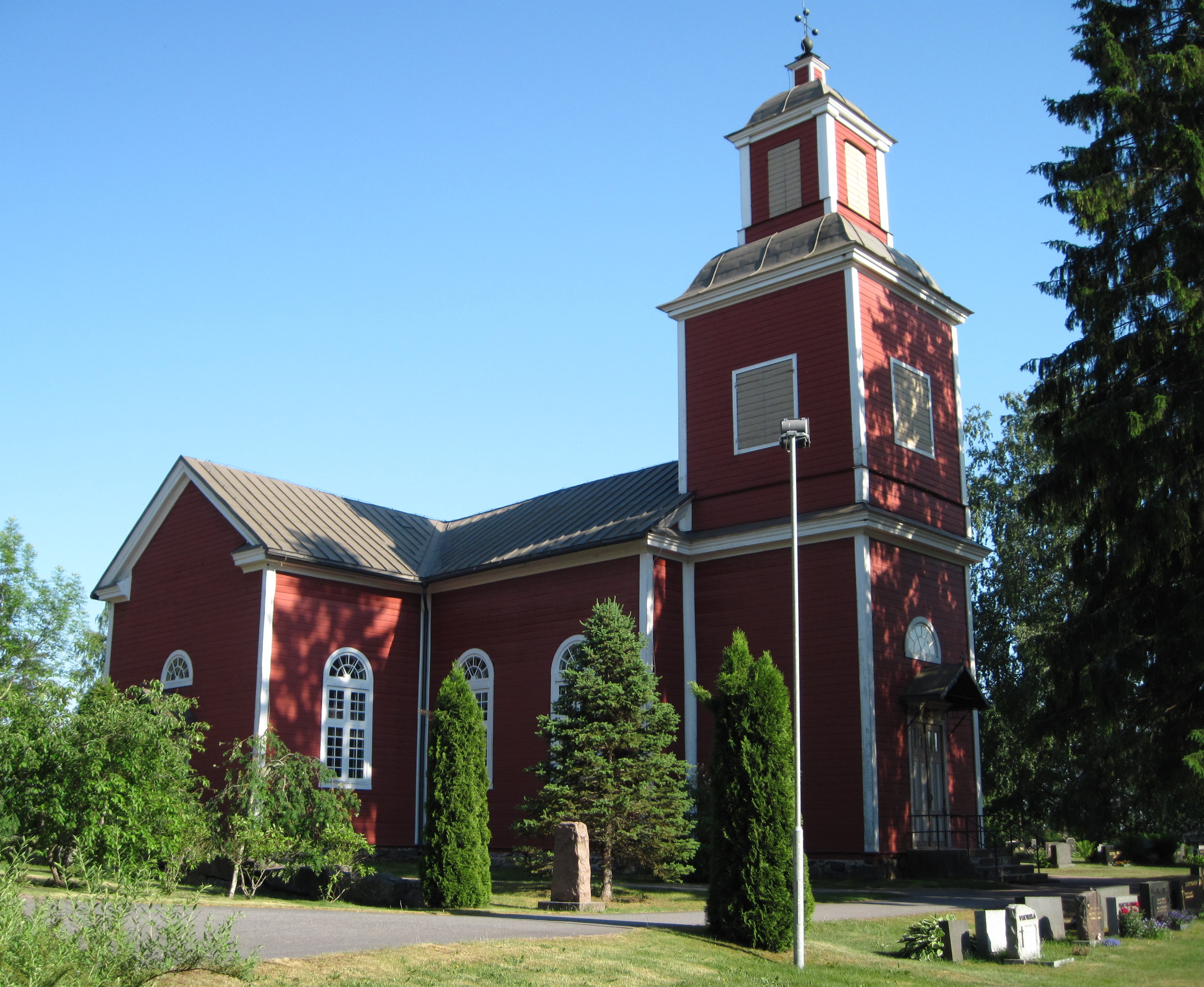
奥里佩教堂

奧里佩（芬蘭語：Oripää）是芬蘭的市鎮，位於該國南部，由西南芬蘭區負責管轄，距離洛伊馬約20公里，面積118平方公里，2013年人口1,427，人口密度為每平方公里12.13人。

## 外部連結
- Municipality of Oripää （页面存档备份，存于） – Official website （文）